# Тирамін

Tyramine, 4-(2-aminoethyl)phenol

Тирамін, b-(n-оксифеніл)-етиламін, HO-C6H4-CH2-CH2-NH2 — алкалоїд, який за своєю дією на організм людини схожий на адреналін і може провокувати сильні головні болі, нервову збудливість, підвищувати тонус м'язів, тиск, рівень цукру. Знаходиться тирамін в перезрілих овочах, фруктах, шоколаді, ферментованих сирах, червоному вині, пиві, копчених продуктах, дріжджах, кислій капусті, бобових і печінці птахів. Лідерами серед фруктів за вмістом тираміну вважаються авокадо і банани. Під час тривалого прийому синтетичних інгібіторів моноаміноксидази від цих продуктів слід відмовитися на весь курс прийому препарату і на два тижні після його закінчення.